# Brattvallvattnet
Brattvallvattnet är en sjö i Krokoms kommun i Jämtland och ingår i Indalsälvens huvudavrinningsområde. Brattvallvattnet ligger i Gråberget-Hotagsfjällen Natura 2000-område.